# Soft rock
Il soft rock è un'evoluzione del pop rock emersa nei primi anni settanta negli Stati Uniti e nel Regno Unito. Il termine indica anche un formato radiofonico dedicato a un rock leggero e poco aggressivo.

## Storia
Il soft rock si sviluppò nei primi anni settanta, in parte come reazione alle dure sonorità di alcuni stili di rock in voga nei tardi anni sessanta (hard rock, garage rock). Si tratta di un genere musicale dalle velocità medio-lente (dovute al voler contrapporsi ai tempi veloci tipici dell'hard rock), ispirato al sound dei cantautori e in genere al folk rock, più qualche accenno di pop rock, ma ulteriormente addolcito in tutte le sue sfumature.
Esponenti del genere, come i Bread, i Carpenters e i Chicago si basavano su brani semplici e melodici e incisioni di qualità. Durante gli anni '70, il soft rock dominò la scena musicale e negli anni ottanta si evolse nel suono sintetizzato della corrente adult contemporary.
Tra i cantanti più noti di questo genere troviamo invece Carly Simon, Cat Stevens, Linda Ronstadt, Christopher Cross e Phil Collins.